# فیلیپ جلال‌پور
فیلیپ جلال‌پور یا پویان جلال‌پور (زادهٔ ‎۲۴ خرداد ۱۳۷۲) بازیکن بسکتبال دورگه ایرانی-آلمانی است که در پست پوینت گارد برای تیم ملی بسکتبال ایران بازی می‌کند.